# Bahnhof Passow (Uckermark)
Der Bahnhof Passow (Uckermark) liegt im Ort Passow an der Stettiner Bahn. Der 1843 eröffnete Bahnhof zählt zu den ältesten im Land Brandenburg. Ihre größte Bedeutung hatte die Station in den ersten Jahren ihres Bestehens, als sie Anschlussstation für den Verkehr nach Prenzlau und weiter in Richtung Greifswald und Stralsund wurde. Pläne, Passow zum Startpunkt einer Eisenbahnstrecke zu diesen Orten zu machen, zerschlugen sich jedoch. Nachdem die Angermünde-Stralsunder Eisenbahn 1863 in Betrieb gegangen war, hatte der Bahnhof nur noch lokale Bedeutung. 1963 ging die Bahnstrecke Passow–Schwedt in Betrieb, eine reine Güterverkehrstrecke, die von Passow aus die PCK-Raffinerie bedient. Das Empfangsgebäude des Bahnhofs steht unter Denkmalschutz.

## Lage und Name
Der Bahnhof liegt am Streckenkilometer 89,3 der Bahnstrecke Berlin–Szczecin (die Kilometrierung beginnt im früheren Stettiner Bahnhof in Berlin, heute Berlin Nordbahnhof). Die Strecke verläuft im Bereich des Bahnhofs von Südwesten nach Nordosten durch das Welsebruch. Das namengebende Dorf Passow liegt etwa einen Kilometer südöstlich des Bahnhofs jenseits der Welse. Im Bereich des Bahnhofs kreuzt die Landstraße von Schwedt nach Prenzlau, die spätere Bundesstraße 166, die Bahnstrecke. Nach dem Jahr 2000 entstand für die Bundesstraße eine Straßenüberführung südwestlich des Bahnhofs. Der Bahnhof liegt auf der Flur des Ortes Wendemark, bis 2022 Ortsteil der Gemeinde Passow im Landkreis Uckermark. Im April 2022 wurde Passow in die Stadt Schwedt/Oder eingemeindet.
Der Bahnhof hieß zunächst Passow (Uckerm.), nach 1945 Passow (Kr Angermünde) und seit Mitte der 1990er Jahre wieder Passow (Uckermark).

## Geschichte
Der Bahnhof ging mit der Verlängerung der Strecke der Berlin-Stettiner-Eisenbahn von Angermünde nach Stettin am 16. August 1843 in Betrieb. Passow und Tantow waren zunächst die einzigen Zwischenstationen zwischen beiden Städten. Hauptfunktion des Bahnhofs war vor allem die Anbindung der Stadt Prenzlau an die Eisenbahn; auch der gesamte Verkehr weiter in Richtung Pasewalk, Stralsund und Rügen verlief über Passow. Entsprechend wurde der Bahnhof auch maßgeblich auf Betreiben des Prenzlauer Magistrats eingerichtet, und eine Chaussee zwischen Passow und Prenzlau angelegt. Bis zu 75 Postkutschen standen zur Abholung der Passower Reisenden bereit. Bereits kurz nach Eröffnung der Strecke gab es Pläne zum Bau einer Bahnstrecke von Passow über Prenzlau, Pasewalk und Greifswald nach Stralsund. Auch in den 1850er Jahren wurden diese Pläne weiter verfolgt, die Berlin-Stettiner Eisenbahn-Gesellschaft erhielt am 16. November 1853 die von König Friedrich Wilhelm IV. die Genehmigung zum Bau der Strecke. Die Gesellschaft forderte jedoch, dass der Staat Preußen das Gelände zum Bahnbau unentgeltlich bereitstellen solle sowie zusätzliche Finanzhilfen. Dies wurde abgelehnt. Auch unter den Landbesitzern in den nördlich von Passow gelegenen Orten Briest und Fredersdorf regten sich Proteste gegen „dat Dübelstüg“ (Teufelszeug) Eisenbahn. So wurde schließlich die Eisenbahn nach Norden von Angermünde aus gebaut und ging 1863 in Betrieb. Der Bahnhof Passow verlor darauf seine überregionale Bedeutung.
Nach dem Zweiten Weltkrieg nahm die Bedeutung der Strecke und des Bahnhofs weiter ab, da durch die Oder-Neiße-Grenze Stettin zu Polen kam. Passow wurde nur noch von einigen zwischen Angermünde und dem Grenzort Tantow, teilweise weiter bis Rosow, pendelnden Zügen bedient. Eine neue Aufgabe im Güterverkehr aber bekam der Bahnhof, als Ende 1963 die Anschlussbahn zum PCK-Werk in Schwedt von Passow aus in Betrieb ging. Für den Güterverkehr wurde das nach Kriegsende als Reparationsleistung abgebaute zweite Streckengleis zwischen Angermünde und Passow später wieder aufgebaut. Am 20. Dezember 1987 wurde der Bahnhof Passow von Angermünde aus und weiter auf der Anschlussbahn nach Stendell mit elektrischer Fahrleitung versehen.
Im Jahre 2005 wurde der Abschnitt zwischen Angermünde und Passow an ein elektronisches Stellwerk angeschlossen, die örtlichen Stellwerke von 1934 gingen außer Betrieb.
2017 wurde der denkmalgeschützte Wasserturm im Bahnhof abgerissen, der vermutlich aus der Zeit der Streckeneröffnung um 1842 stammte.

### Personenverkehr

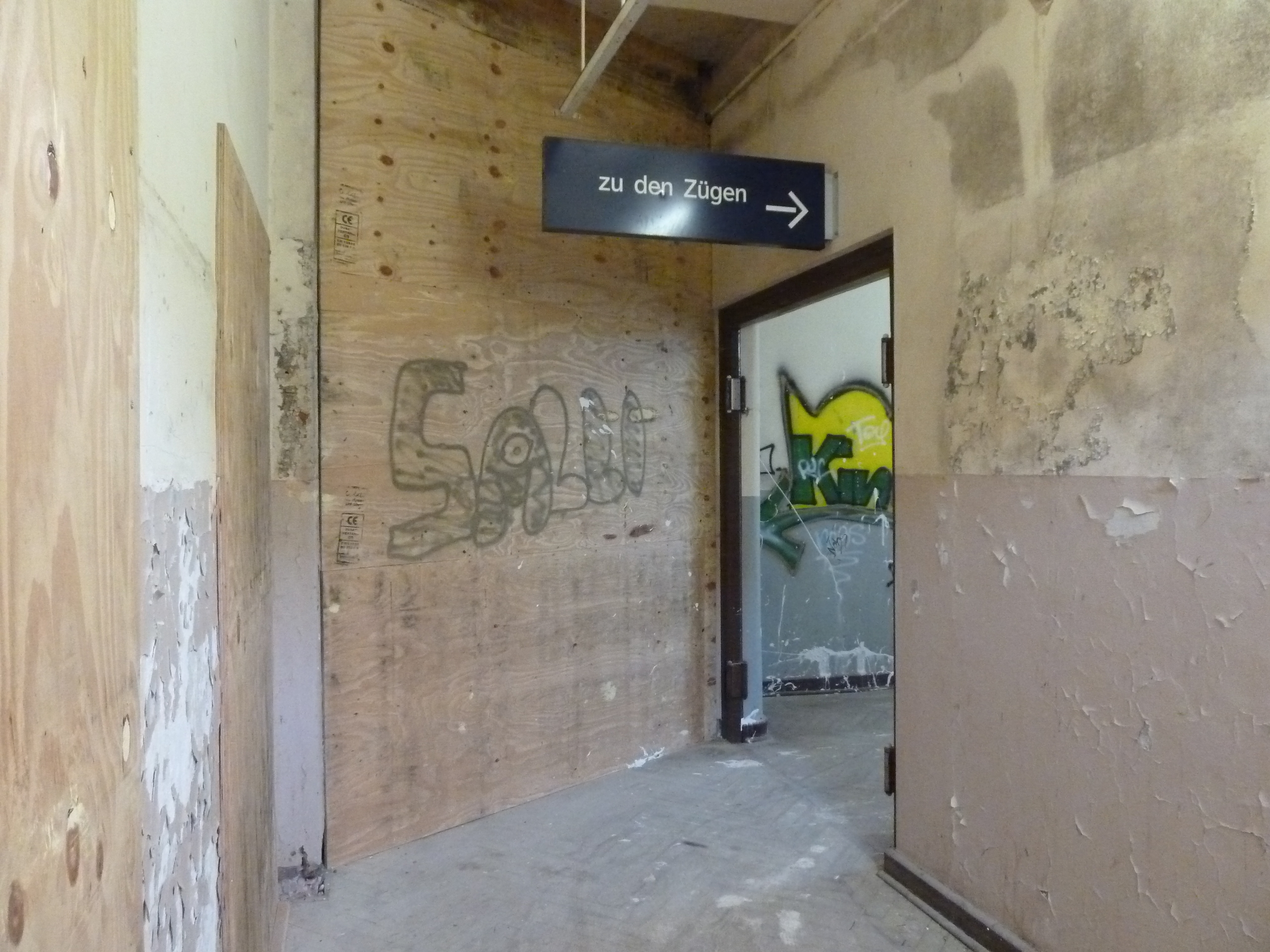
Früherer Zugang zum Bahnsteig durch das Bahnhofsgebäude (2012)

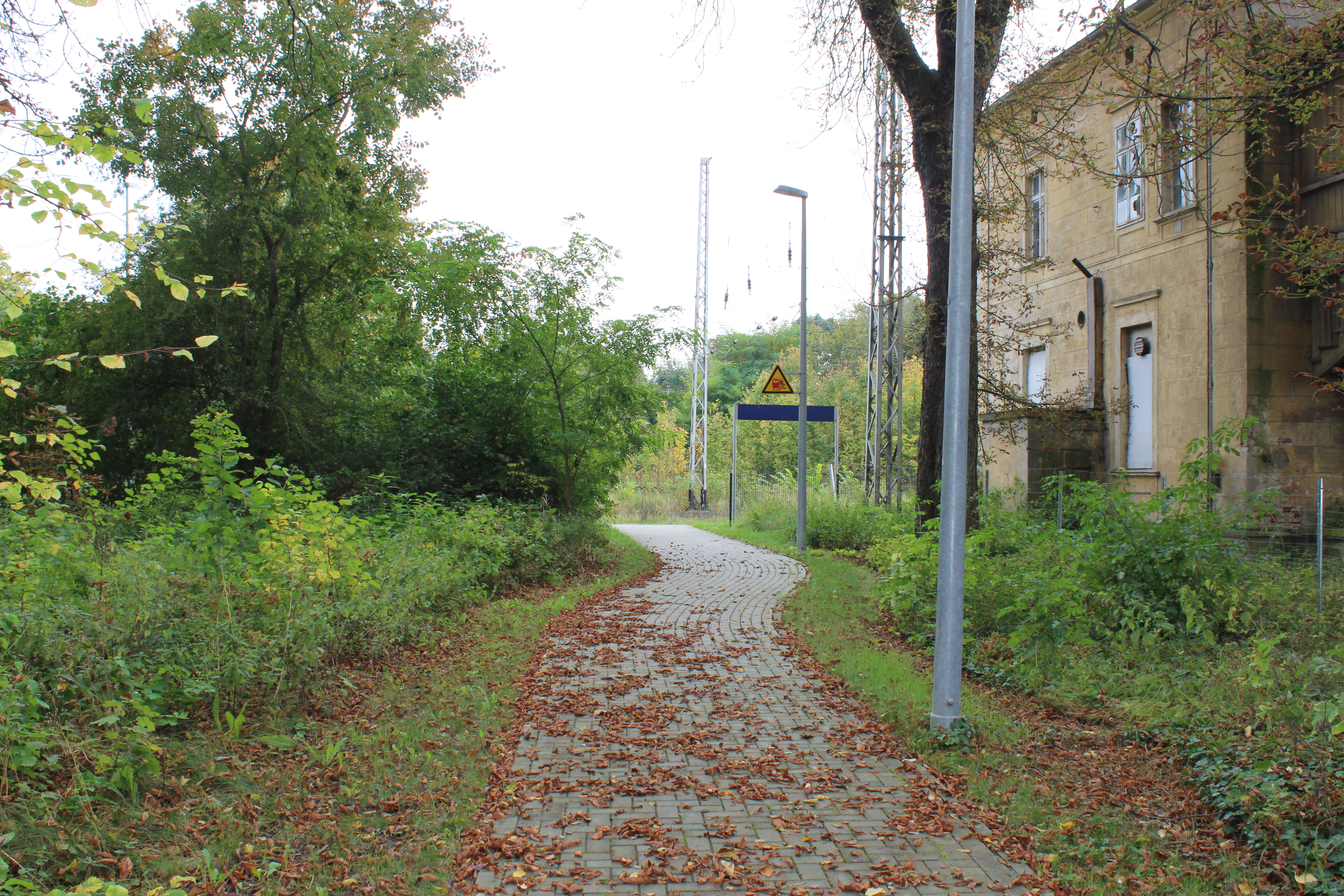
Heutiger Zugang (2017)

In den Jahren vor dem Ersten Weltkrieg wurde der Bahnhof in Passow von zwischen sieben und neun Zugpaaren täglich bedient, die zwischen Angermünde (meistens bereits von Berlin kommend) und Stettin verkehrten. Schnellzüge hielten nicht im Bahnhof. Auch in den 1930er-Jahren blieb es in etwa bei diesem Angebot. Nach dem Zweiten Weltkrieg wurde der Personenverkehr deutlich ausgedünnt. Bis zum Mauerfall beschränkte sich das Angebot auf fünf Zugpaare zwischen Angermünde und Tantow. Der Grenzübergang nach Polen wurde nur von einem oder zwei Schnellzugpaaren täglich genutzt, die nicht in Passow hielten. Erst 1994 verkehrten die ersten Nahverkehrszüge wieder über den Grenzübergang, so dass Passow wieder eine direkte Verbindung zum Bahnhof Szczecin Główny (Stettin Hauptbahnhof) bekam. 
Der Bahnhof wurde 2022 von sechs unvertakteten Zugpaaren (eins davon nur werktags) der Linie RB 66 zwischen Angermünde und Szczecin angefahren. Drei bis vier Zugpaare am Tag fuhren über Angermünde hinaus bis Berlin Gesundbrunnen.
| Linie                    | Verlauf | Takt                |
| ------------------------ | --- | ------------------- |
| RB/RE 66                 | (Berlin Gesundbrunnen – Bernau (b Berlin) – Eberswalde Hbf –) Angermünde – Passow (Uckermark) – Casekow – Tantow – Szczecin Gł | 7–8 Zugpaare am Tag |
| Stand: 12. Dezember 2021 | |                     |

Wegen Bauarbeiten wurde ab 2022 zunächst der Abschnitt zwischen Angermünde und Passow im Schienenersatzverkehr (SEV) mit Bussen bedient, nach Szczecin Główny fuhren zunächst weiterhin Züge. Seit Frühjahr 2023 wird die Gesamtstrecke im SEV bedient. Erst 2026 soll der Reisezugverkehr auf der Strecke und im Bahnhof Passow wieder aufgenommen werden.
Am Bahnhofsvorplatz halten einige Buslinien, unter anderem nach Prenzlau über Gramzow sowie Schwedt.
| Linie                    | Verlauf                                                                   | Takt        |
| ------------------------ | ------------------------------------------------------------------------- | ----------- |
| RB 66 (SEV)              | Szczecin Gł. – Szczecin Gumieńce – Tantow – Casekow – Passow – Angermünde | 120 Minuten |
| Stand: 10. Dezember 2023 |                                                                           |             |

## Anlagen

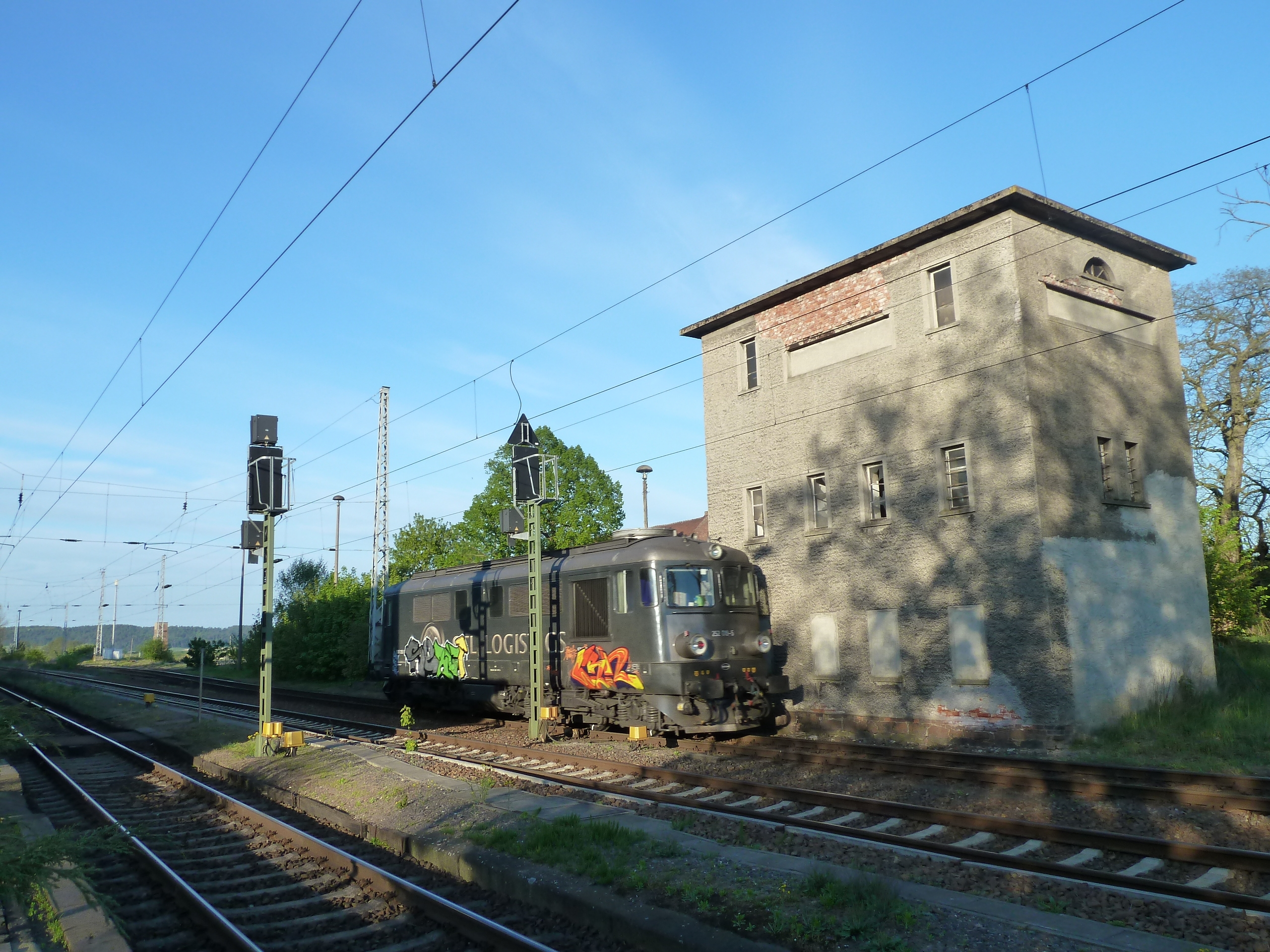
Bahnsteige und ehemaliger Wasserturm (2017 abgerissen)

Der Bahnhof verfügt über drei durchgehende Gleise, die Strecke in Richtung PCK-Raffinerie ist von allen Gleisen zu erreichen, die zur polnischen Grenze nur von zwei dieser Gleise. Das Bahnhofsgebäude liegt auf der nordwestlichen, ortsabgewandten Seite der Gleise. Davor befindet sich ein Vorplatz mit Bushaltestellen und Parkmöglichkeiten. Für den Personenverkehr steht nur noch der Hausbahnsteig am Empfangsgebäude zur Verfügung. Der nur über eine Gleisquerung erreichbare Zwischenbahnsteig wird nicht mehr genutzt.

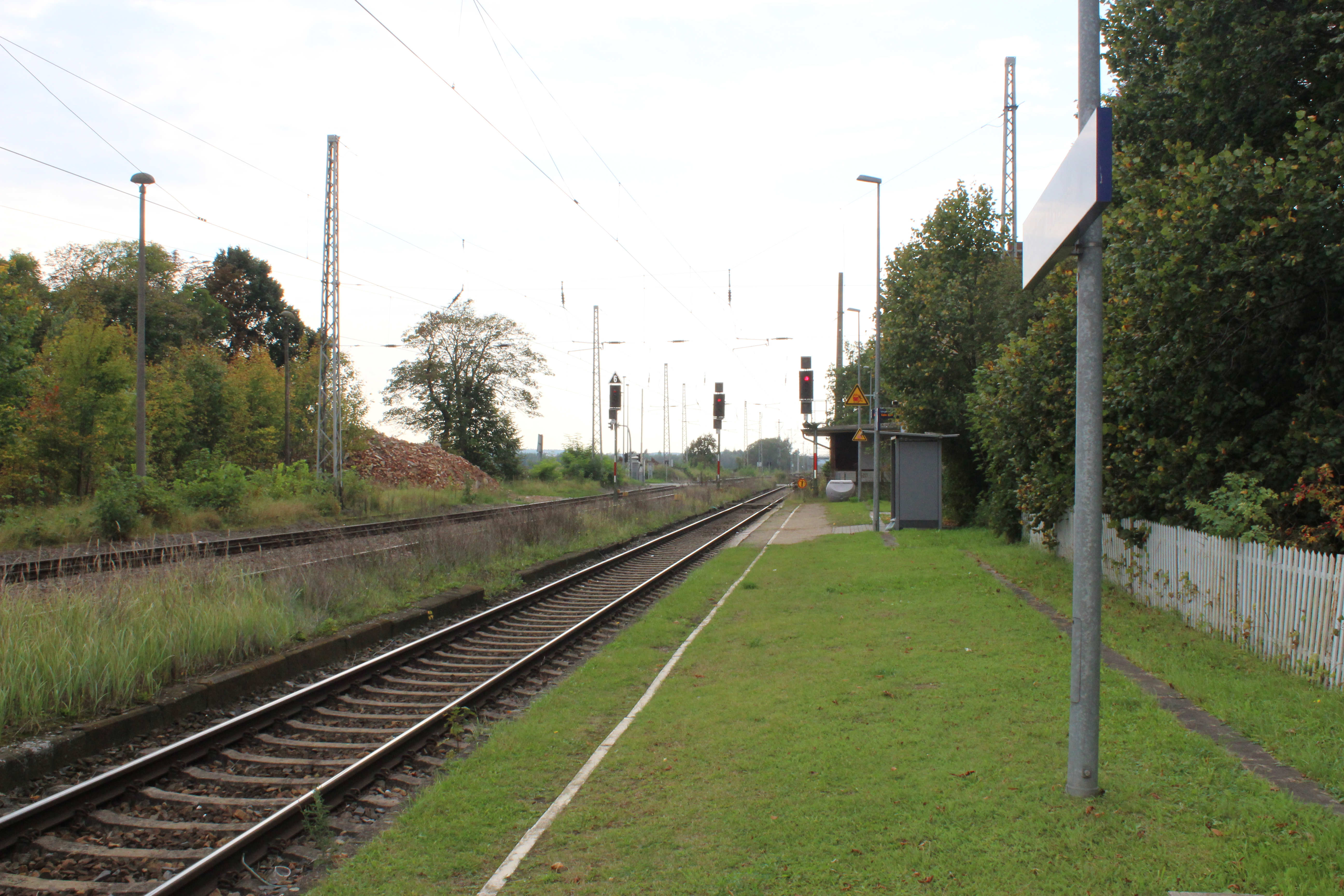
Bahnsteige (2017)

Das Empfangsgebäude auf der ist ein klassizistischer zweigeschossiger Bau in L-Form, mit der einen Längsseite zum Bahnsteig, und der anderen zum Vorplatz. Passow und die zeitgleich entstanden Bahnhofsgebäude in Bernau, Neustadt-Eberswalde, Angermünde und Tantow gelten als „Gesellenstück“ von Friedrich Neuhaus, der wenige Jahre später als Baudirektor der Berlin-Hamburger Eisenbahn bekannt wurde. Das Passower Bahnhofsgebäude mit seinen strengen klassizistischen Formen gilt als einziges der Bahnhofsgebäude der Stettiner Bahn, das annähernd noch seine Ursprungsgestalt aufweist.
Es steht leer und wird nicht genutzt, bis 2013 verlief der Zugang zum Bahnsteig noch durch das Gebäude, seitdem um das Gebäude herum. Das denkmalgeschützte Gebäude steht in Privatbesitz und wurde im Jahre 2012 der Gemeinde zum Kauf angeboten. Auf der Südostseite der Gleise befindet sich ein Stellwerk und eine Ladestraße, die beide nicht mehr genutzt werden.
Im September 2013 erwarb die Gemeinde Passow das Gebäude. Auch 2019 steht es leer.
Bis einschließlich Passow ist die Stettiner Bahn elektrifiziert und zweigleisig, nordöstlich davon eingleisig und ohne Fahrleitung. Die Anschlussstrecke zur PCK-Raffinerie ist eingleisig und elektrifiziert.